# Nolay (Espanya)
Nolay és un municipi a la província de Sòria a la comunitat autònoma de Castella i Lleó.